# Praga Golden
Praga Golden byl osobní luxusní automobil, vyráběný v letech 1935–1939 firmou Českomoravská-Kolben-Daněk, a.s., automobilní oddělení Praga, v Praze-Libni. Vůz byl opatřen šestimístnou karosérií limuzína a šestiválcovým motorem objemu 3,9 l. Celkem vzniklo asi 140 vozů.

## Historie
Na počátku 30. let tvořil vrchol nabídky automobilky Praga luxusní osmiválec Praga Grand. Kvůli propadu prodejů během velké hospodářské krize byla jeho výroba v roce 1932 ukončena. Po odeznění nejhorších dopadů krize se automobilka hodlala vrátit do segmentu luxusních vozů. Prototyp, vyvíjený pod označením Super Alfa, vznikl v roce 1934. Hotový vůz, nesoucí již nové označení Praga Golden se představil veřejnosti na XXV. pražském autosalonu v říjnu 1935. Jednalo se o šestimístnou čtyřdveřovou limuzínu s karosérií zaoblených tvarů, poháněnou novým šestiválcovým motorem SV. Jeho původní zdvihový objem 3468 cm³ se již v průběhu výroby první série zvětšil na 3912 cm³, a to změnou vrtání z 80 mm na 85 mm. Pro modelový rok 1937 obdržel vůz upravenou záď s vystouplým zavazadelníkem, plné disky kol byly nahrazené paprskovitými. Produkce vozu Golden trvala do začátku druhé světové války, celkem vzniklo asi 140 vozů, z toho 130 s tovární karosérií limuzína. Zbývající jednotlivé podvozky si nechali jejich majitelé osadit karosériemi na přání. Mimo jiné vznikl reprezentační kabriolet pro prezidenta Beneše, nebo čtyřdveřový kabriolet pro ředitele Živnobanky JUDr. Jaroslava Preisse. Další kabriolety vznikly u renomovaných karosářů Sodomka, Petera nebo Uhlík. Dalších čtyřicet pět podvozků mělo být v letech 1941–1942 vyvezeno do německých Brém.

## Technické údaje

### Motor a převodovka
Pragu Golden pohání řadový, vodou chlazený zážehový šestiválec s rozvodem SV. Zdvihový objem motoru je 3 912 cm³ (vrtání válců 85 mm, zdvih 115 mm). Motor dosahuje nejvyšší výkon 59 kW (80 k) při 3 000 ot/min. Blok válců a kliková skříň jsou z šedé litiny, hlava válců je hliníková. Kovaná kliková hřídel je uložena ve čtyřech kluzných ložiskách. Mazání motoru je tlakové oběžné. Motor se nachází vpředu, podélně nad a za přední nápravou. Palivová nádrž za zadní nápravou má objem 85 l. Dopravu paliva zajišťuje mechanické membránové čerpadlo.
Za motorem na setrvačníku je umístěna suchá jednolamelová spojka. Za ní pak navazuje třístupňová převodovka, se synchronizací druhého a třetího stupně a rychloběhu (dodávaného za příplatek).

### Podvozek

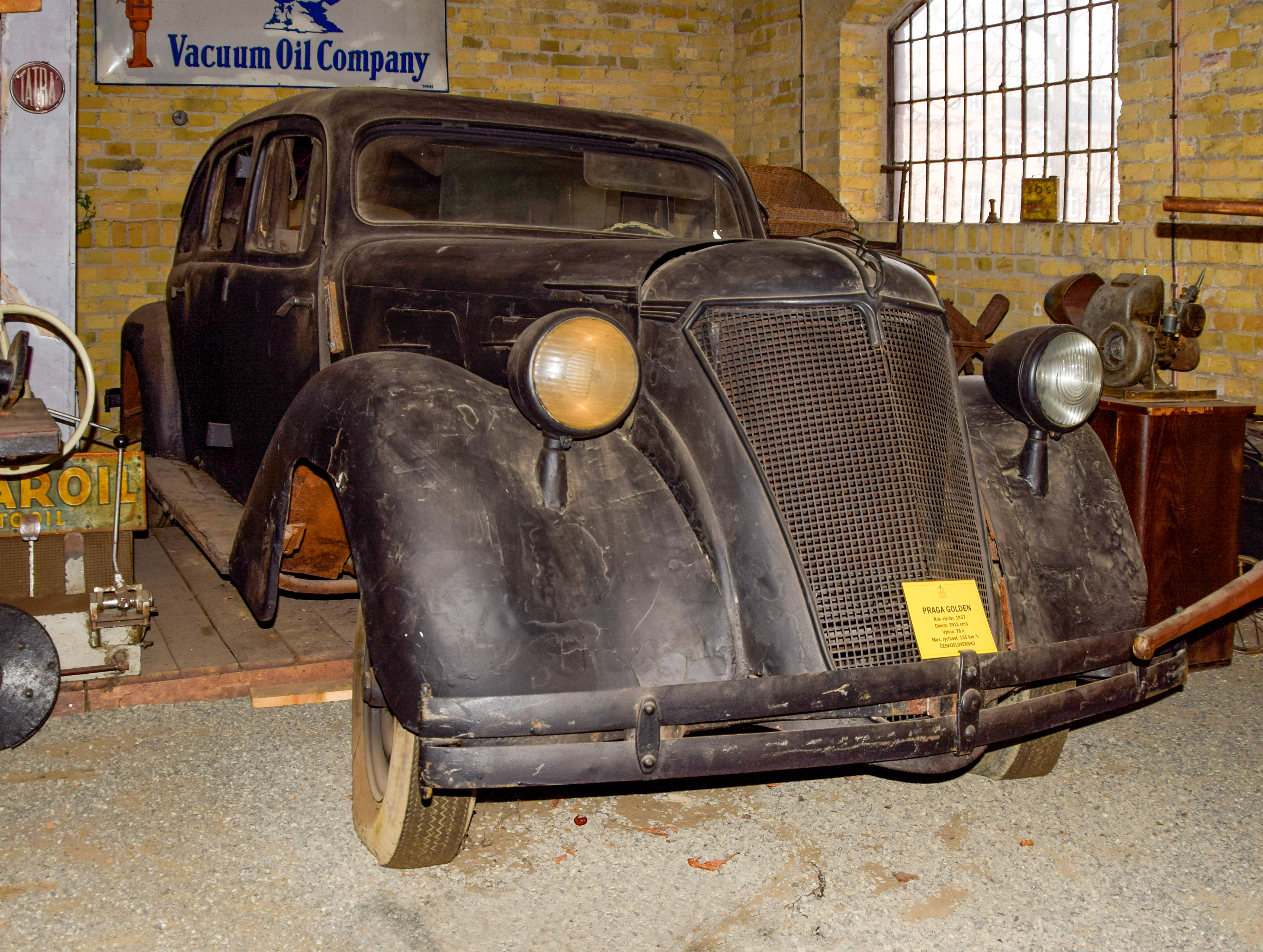
Dochovalá limuzína Praga Golden v Bratislavě

Základ podvozku tvoří rám ze dvou podélníků z plechových profilů, vzájemně spojených příčníky a výztuhou tvaru X. Vzadu je tuhá hnací náprava odpružená půleliptickými listovými péry a doplněná olejovými tlumiči a příčným stabilizátorem. Přední kola mají nezávislé zavěšení na lichoběžníkových příčných závěsech, odpružených vinutými pružinami s olejovými tlumiči. Rozchod kol činí 1390 mm vpředu a 1410 mm vzadu. Rozvor náprav je 3500 mm. Světlá výška pod nápravami je 200 mm.
Vůz je opatřen bubnovými brzdami na všech kolech. Brzdy mají samostatné okruhy pro přední a zadní nápravu a kombinované hydraulicko-mechanické ovládání. Kola s lisovanými ocelovými disky mají pneumatiky rozměru 7,00–16“. Řízení je levostranné se seřiditelným sklonem volantu.

### Karosérie
Praga Golden má uzavřenou čtyřdveřovou šestimístnou osobní karosérií typu limuzína. Vpředu má dvoumístnou polstrovanou lavici pro řidiče a spolujezdce, za ní je přepážkou oddělený prostor pro pasažéry. Zcela vzadu je dvou- až třímístné průběžné polstrované sedadlo, před ním jsou dvě sklápěcí sedadla. Protažená záď obsahuje zavazadlový prostor s náhradním kolem pod podlahou. Na víku zavazadlového prostoru se nachází další náhradní kolo. Rám karosérie je dřevěný, opláštěný plechovými panely.

### Rozměry a výkony
Údaje platí pro limuzínu s tovární karosérií.
Délka: 5 800 mm

Šířka: 1 800 mm

Výška: 1 695 mm

Hmotnost podvozku: 1640 kg (s náplněmi)

Pohotovostní hmotnost: 2140 kg

Maximální rychlost: 130 km/h

Spotřeba paliva: 22 l/100 km

Spotřeba oleje: 0,15–0,20 l/100 km